# And the Forests Dream Eternally
And the Forests Dream Eternally è un EP registrato dalla (ai tempi) black metal band Behemoth, pubblicato dall'Italiana Enthopy Records nel 1994. Il sette pollici si distingue soprattutto per la presenza della frenetica "Pure Evil and Hate", un pezzo uptempo di notevole presa ed aggressività, fortemente influenzato dallo stilema della Prima ondata del Black Metal, eseguito con uno stile molto affine a quello dei primi Bathory; l'EP venne ristampato nel 1997 dalla Last Episode Records come split con l'EP Forbidden Spaces della band polacca Damnation. L'ultima ristampa è del 2005 su Metal Mind Productions, con le 3 tracce dell'EP Bewitching the Pomerania come bonus.

## Tracce
1. "Transylvanian Forest" – 5:35
2. "Moonspell Rites" – 6:01
3. "Sventevith (Storming Near the Baltic)" – 5:59
4. "Pure Evil and Hate" – 3:08
5. "Forgotten Empire of Dark Witchcraft" – 4:11

Bonus tracks sulla ristampa del 2005
1. "With Spell Of Inferno (Mefisto)" - 4:38
2. "Hidden In The Fog" - 5:12
3. "Sventevith Storming Near The Baltic (version 97)" - 5:15

## Formazione
- Nergal - chitarra, voce, basso, batteria su "Forgotten Empire Of Dark Witchcraft"
- Baal - batteria
- Frost - chitarra